# Lleó II Dadiani
Lleó II Dadiani fou mtavari de Mingrèlia del 1611 al 1657. Va néixer el maig del 1592 i era fill de Mamuka I Dadiani, al qual va succeir a la seva mort. Va fer cegar el seu germà Iesse.
Cap a començaments del regnat els Abashidze d'Abkhàzia, que depenien de Mingrèlia, es van independitzar i es van sotmetre als otomans. La frontera amb Mingrèlia es va establir al riu Kodori. Lleó Dadiani es va casar amb Thanuria, filla de Setéman Shirvashidze però després van venir guerres entre ambdós i Setéman va haver de pagar tribut.
Lleó II Dadiani va arribar a tenir més poder que el rei d'Imerècia i va sotmetre el principat de Gúria a vassallatge. El 1636 el mthavari va fer presoner al rei d'Imerècia Jordi III que només va ser alliberat després de pagar un fort rescat.
El 1638 va demanar un tractat a Rússia.
Estava casat amb Thanuria, la princesa del casal Shirvashidze d'Abkhàzia i més tard es va casar amb Nestan Darejan Dshiladze exdona de Jordi Dadiani príncep de Salipartiano.
Va morir el 1657. El seu fill gran va morir enverinat jove. Dels altres fills (Alexandre, Mamuka i Gul) cap va arribar al poder. En un cop de palau es va proclamar mthavari successor Liparit III Dadiani germà de Lleó II.